# Nenad Porges
Nenad Porges (Zagreb, 22. prosinca 1946.) je hrvatski političar i ekonomist. Bio je  ministar gospodarstva u šestoj Vladi Republike Hrvatske.

## Životopis
Porges je rođen u Zagrebu u židovskoj obitelji koja je u Zagreb došla iz Beča i Bratislave. Osnovnu i srednju školu završio je u Zagrebu. Diplomirao je vanjsku trgovinu na Ekonomskom fakultetu u Zagrebu, gdje je i magistrirao marketing.
Porges je od 1974. godine radio u Centru za marketing, kojega je bio ravnatelj od 1989. do 1993. godine. Godine 1994. je bio član Vijeća za telekomunikacije, a 1997. godine i član Uprave Državne agencije za osiguranje štednih uloga i sanaciju banaka.
Bio je predsjednik Židovske općine Zagreb od 1990. do 1993. godine. U listopadu 1991. godine uputio je pismo Svjetskom židovskom kongresu i drugim međunarodnim židovskim institucijama u kojem ukazuje na ratne strahote u Hrvatskoj.
Porges je bio predsjednik nadzornoga odbora Borova (1997. – 1998.), član nadzornoga odbora Podravke (1997. – 1998.), član skupštine Narodnih novina 2000. godine, član uprave Tifona (2004. – 2007.)
Kao član Hrvatske demokratske zajednice (HDZ) imao je i zapaženu političku karijeru. Porges je bio zamjenik ministra gospodarstva 1993. godine i savjetnik predsjednika Vlade Nikice Valentića od 1993. do 1995. godine. Bio je ministar savjetnik u veleposlanstvu Hrvatske u SAD od 1995. do 1997. godine, a 1997. i član Odbora za pravosuđe, izbor i imenovanja u Županijskom domu Hrvatskog sabora. U šestoj Vladi Republike Hrvatske je 1997. godine naslijedio Davora Šterna na mjestu ministara gospodarstva, rada i poduzetništva u kojem se zadržao do kraja mandate Vlade (2000.)
Bio je jedan od osnivača Velike lože Hrvatske tijekom 1990-ih.